# Rodrigo Moreno Machado
Rodrigo Moreno Machado (phát âm tiếng Tây Ban Nha: [roˈðɾiɣo moˈɾeno maˈtʃaðo]; sinh ngày 6 tháng 3 năm 1991), được gọi đơn giản là Rodrigo, là một cầu thủ bóng đá chuyên nghiệp người Tây Ban Nha hiện đang thi đấu ở vị trí tiền đạo cho Al Gharafa tại Qatar Stars League và đội tuyển quốc gia Tây Ban Nha.

## Thống kê sự nghiệp

### Câu lạc bộ
Tính đến ngày 3 tháng 10 năm 2020
| Câu lạc bộ          | Mùa giải            | Giải đấu | Giải đấu | Cúp quốc gia | Cúp quốc gia | Khác | Khác | Châu lục | Châu lục | Tổng cộng | Tổng cộng |
| Câu lạc bộ          | Mùa giải            | Trận     | Bàn      | Trận         | Bàn          | Trận | Bàn  | Trận     | Bàn      | Trận      | Bàn       |
| ------------------- | ------------------- | -------- | -------- | ------------ | ------------ | ---- | ---- | -------- | -------- | --------- | --------- |
| Real Madrid B       | 2009–10             | 18       | 5        | —            | —            | —    | —    | —        | —        | 18        | 5         |
| Bolton Wanderers    | 2010–11             | 17       | 1        | 3            | 0            | 1    | 0    | —        | —        | 21        | 1         |
| Benfica             | 2011–12             | 22       | 9        | 3            | 2            | 4    | 4    | 9        | 1        | 38        | 16        |
| Benfica             | 2012–13             | 20       | 7        | 6            | 2            | 3    | 1    | 10       | 1        | 39        | 11        |
| Benfica             | 2013–14             | 26       | 11       | 5            | 2            | 3    | 1    | 9        | 4        | 43        | 18        |
| Benfica             | Tổng cộng           | 68       | 27       | 14           | 6            | 10   | 6    | 28       | 6        | 120       | 45        |
| Valencia (mượn)     | 2014–15             | 31       | 3        | 1            | 1            | —    | —    | —        | —        | 32        | 4         |
| Valencia            | 2015–16             | 25       | 2        | 4            | 2            | —    | —    | 9        | 3        | 38        | 7         |
| Valencia            | 2016–17             | 19       | 5        | 2            | 2            | —    | —    | —        | —        | 21        | 7         |
| Valencia            | 2017–18             | 37       | 16       | 7            | 3            | —    | —    | —        | —        | 44        | 19        |
| Valencia            | 2018–19             | 33       | 8        | 7            | 5            | —    | —    | 11       | 2        | 51        | 15        |
| Valencia            | 2019–20             | 27       | 4        | 1            | 1            | —    | —    | 6        | 2        | 34        | 7         |
| Valencia            | Tổng cộng           | 172      | 38       | 22           | 14           | 0    | 0    | 26       | 7        | 220       | 59        |
| Leeds United        | 2020–21             | 4        | 1        | 0            | 0            | 1    | 0    | 0        | 0        | 5         | 1         |
| Tổng cộng sự nghiệp | Tổng cộng sự nghiệp | 279      | 72       | 39           | 20           | 12   | 6    | 54       | 13       | 384       | 111       |

### Quốc tế
Tính đến ngày 18 tháng 6 năm 2023
| Đội tuyển quốc gia | Năm       | Trận | Bàn |
| ------------------ | --------- | ---- | --- |
| Tây Ban Nha        | 2014      | 1    | 0   |
| Tây Ban Nha        | 2017      | 2    | 1   |
| Tây Ban Nha        | 2018      | 12   | 3   |
| Tây Ban Nha        | 2019      | 7    | 4   |
| Tây Ban Nha        | 2020      | 5    | 0   |
| Tây Ban Nha        | 2023      | 1    | 0   |
| Tây Ban Nha        | Tổng cộng | 28   | 8   |

### Bàn thắng quốc tế
Tính đến ngày 3 tháng 9 năm 2020.
| #  | Ngày                 | Địa điểm                                                | Đối thủ        | Bàn thắng | Kết quả | Giải đấu                    |
| -- | -------------------- | ------------------------------------------------------- | -------------- | --------- | ------- | --------------------------- |
| 1. | 6 tháng 10 năm 2017  | Sân vận động José Rico Pérez, Alicante, Tây Ban Nha     | Albania        | 1–0       | 3–0     | Vòng loại World Cup 2018    |
| 2. | 23 tháng 3 năm 2018  | Esprit Arena, Düsseldorf, Đức                           | Đức            | 1–0       | 1–1     | Giao hữu                    |
| 3. | 8 tháng 9 năm 2018   | Sân vận động Wembley, London, Anh                       | Anh            | 2–1       | 2–1     | UEFA Nations League 2018–19 |
| 4. | 11 tháng 9 năm 2018  | Sân vận động Manuel Martínez Valero, Elche, Tây Ban Nha | Croatia        | 4–0       | 6–0     | UEFA Nations League 2018–19 |
| 5. | 23 tháng 3 năm 2019  | Sân vận động Mestalla, Valencia, Tây Ban Nha            | Na Uy          | 1–0       | 2–1     | Vòng loại Euro 2020         |
| 6. | 8 tháng 9 năm 2019   | Sân vận động El Molinón, Gijón, Tây Ban Nha             | Quần đảo Faroe | 1–0       | 4–0     | Vòng loại Euro 2020         |
| 7. | 8 tháng 9 năm 2019   | Sân vận động El Molinón, Gijón, Tây Ban Nha             | Quần đảo Faroe | 2–0       | 4–0     | Vòng loại Euro 2020         |
| 8. | 15 tháng 10 năm 2019 | Friends Arena, Stockholm, Thụy Điển                     | Thụy Điển      | 1–1       | 1–1     | Vòng loại Euro 2020         |